# We Are Young Money
We Are Young Money ist der erste Sampler des Plattenlabels Young Money Entertainment. Er erschien am 22. Dezember 2009.

## Hintergründe
2009 befand sich die Popularität des Labels Young Money auf dem Höhepunkt, was insbesondere an der wachsenden Beliebtheit des ursprünglichen Gründers Lil Wayne lag. Mit seinem ein Jahr zuvor erschienenen Album Tha Carter III gelang ihm vor allem in den USA ein kommerzieller und kritischer Erfolg, welcher mit Dreifachplatin ausgezeichnet wurde und den Rapper zu einem der gefragtesten Vertreter seines Genres machte. Währenddessen begann er mit dem Aufbau einer Crew und konnte letztlich insgesamt elf Künstler, sich selbst eingeschlossen, auf dem Plattenlabel versammeln. Auf We Are Young Money agierten diese erstmals als gleichwertige Interpreten, wobei die meisten zum Zeitpunkt der Veröffentlichung einem breiten Publikum noch unbekannt waren. Manche von ihnen, allen voran Nicki Minaj, Tyga und der bereits etablierte Drake, würden in den kommenden Jahren ihre Karrieren ausbauen und Charterfolge feiern.
Die Lieder des Albums wurden von Cool & Dre, Tha Bizness, Kane Beatz, Chase N. Cashe, B.CaRR, Willy Will, Andrew “POP” Wansel, Mr. Pyro, The Audibles, PHENOM, David Banner, Infamous und Onhel produziert, geschrieben wurden sie vorwiegend von den jeweils beteiligten Interpreten selbst; nur sporadisch wurden diese von alternativen Songwritern unterstützt.
Aus dem Werk wurden drei Singles veröffentlicht: Every Girl (auf dem Album als Every Girl in the World bezeichnet), BedRock und Roger That. Die ersten beiden waren kommerzielle Erfolge, denen es gelang, in der US-amerikanischen Hitparade die Plätze zehn und zwei zu erreichen. Roger That hat sich im Vergleich dazu nur moderat verkauft und landete auf Position 56. Auch das nicht ausgekoppelte Lied Steady Mobbin’ konnte in den Charts bis auf Platz 48 klettern.

## Musik und Texte
Sämtliche Titel des Albums lassen sich dem Hip-Hop-Genre zuordnen, da sich das Label auf diesen Stil spezialisiert hat. Dementsprechend sind nahezu alle Künstler, die zur Zeit der Veröffentlichung unter Vertrag standen, Rapper; lediglich mit Shanell ist eine Musikerin vertreten, die ausschließlich als Sängerin agiert. Mehrere von ihnen verwenden jedoch häufig den Stimmeffekt Autotune, sodass die gerappten Passagen teilweise melodisch klingen. Die Mitglieder wechseln sich auf den Liedern in ihren Vorträgen ab; Solosongs gibt es keine und mit nur wenigen Ausnahmen übernehmen die Beteiligten pro Track zumeist jeweils nur einen Part, wobei die Anzahl, auf wie vielen Titeln die einzelnen Interpreten zu hören sind, stark voneinander abweicht. Die Beats sind vorwiegend elektronisch gehalten und gehören zum Southern Hip-Hop. Die Texte des Albums sind zuweilen stark sexuell geprägt, andere greifen wiederum auf eine für das Genre typische Selbstdarstellung zurück, bei der die Interpreten ihre Fähigkeiten, ihren Erfolg und ihren Lebensstil anpreisen. Mehrere der Künstler verwenden dabei eine hohe Anzahl an Wortspielen, darunter Homophone, Vergleiche, Doppeldeutigkeiten und Kofferwörter.

## Covergestaltung
Auf dem Coverartwork sind zehn der elf Mitglieder von Young Money stehend oder sitzend in einer komplett in Schwarz gehaltenen Lounge zu sehen. Passend dazu tragen alle Musiker mindestens ein Kleidungsstück in besagter Farbe. Auf einem Tisch vor ihnen stehen Vasen, eine von ihnen mit Rosen gefüllt, und eine Schale mit roten Äpfeln. Nicki Minaj hält einen davon in ihrer Hand. Daneben steht ein Hocker, auf welchem Gudda Gudda und Lil Chuckee ausgestreckt ihre Füße ausruhen. Der einzige nicht in der Runde sitzende Rapper der Gruppe, Lil Wayne, ist in Schwarzweiß groß im Hintergrund abgebildet und bedeckt etwa die obere Hälfte des Motivs. Quer über ihm steht in großen, mit weißen Juwelen besetzten Lettern der Name des Labels. Ganz unten am Cover befindet sich ein schmaler roter Balken, auf welchem in schwarzen Buchstaben der Albumtitel steht.

## Titelliste
| Nr. | Titel | Länge |
| --- | --- | ----- |
| 1.  | Gooder (Jae Millz, Lil Wayne, Gudda Gudda & Mack Maine)                                                                       | 4:24  |
| 2.  | Every Girl in the World (Lil Wayne, Drake, Jae Millz, Gudda Gudda & Mack Maine)                                               | 5:11  |
| 3.  | Ms. Parker (Lil Wayne, Mack Maine & Gudda Gudda)                                                                              | 5:17  |
| 4.  | Wife B**ter (Lil Wayne, Jae Millz, Tyga & Mack Maine)                                                                         | 4:41  |
| 5.  | New S**** (Gudda Gudda, Lil Wayne, Jae Millz & Mack Maine)                                                                    | 3:29  |
| 6.  | Pass the Dutch (Lil Wayne, Gudda Gudda & Drake feat. Shawt Dawg)                                                              | 5:04  |
| 7.  | Play in My Band (Shanell & Lil Wayne)                                                                                         | 4:06  |
| 8.  | F*** da Bulls*** (Nicki Minaj, Gudda Gudda, Lil Wayne & Drake feat. Birdman)                                                  | 3:05  |
| 9.  | BedRock (Lil Wayne, Gudda Gudda, Nicki Minaj, Drake, Tyga & Jae Millz feat. Lloyd)                                            | 4:46  |
| 10. | Girl I Got You (Lil Twist & Lil Chuckee)                                                                                      | 3:19  |
| 11. | Steady Mobbin’ (Lil Wayne feat. Gucci Mane)                                                                                   | 5:08  |
| 12. | Roger That (Nicki Minaj, Tyga & Lil Wayne)                                                                                    | 3:27  |
| 13. | She is Gone (Lil Wayne, Mack Maine, Jae Millz & Gudda Gudda)                                                                  | 3:48  |
| 14. | Streets is Watchin’ (T Streets, Gudda Gudda, Jae Millz, Lil Wayne & Nicki Minaj)                                              | 3:39  |
| 15. | Finale (Lil Wayne, Nicki Minaj, Gudda Gudda, Mack Maine, Tyga, T Streets, Lil Twist, Lil Chuckee, Jae Millz, Shanell & Drake) | 5:20  |

## Kritik
We Are Young Money erhielt gemischte bzw. durchschnittliche Kritiken. Es wurde empfunden, dass die beiden ohnehin bekanntesten Musiker des Labels, Lil Wayne und Drake, den größten Eindruck hinterlassen und allen anderen die Show stehlen würden, während die weniger erfolgreichen Interpreten dagegen kaum herausstechen. Lediglich Nicki Minaj, die bei Veröffentlichung des Albums noch als Newcomerin galt, wurde universell für ihre Beiträge hoch gelobt und man erkannte ihr Potenzial. Insgesamt wäre das Album großteils unterhaltsam und biete punktuelle Highlights, allerdings fehle es an Innovation und Inhalt.

## Kommerzieller Erfolg
In den USA war We Are Young Money ein kommerzieller Erfolg, dem es gelang, in den Charts Platz neun zu erreichen. Das Album wurde dort mit Gold ausgezeichnet. Im Rest der Welt konnte es sich nicht in den Hitparaden beweisen.